# 日本人警備員 (在日米軍)
日本人警備員（にほんじんけいびいん、Japanese Security Guards）とは、在日米軍基地で警備を担当する駐留軍等労働者である。
「日本人警備員」と称されるが、日本の法律である警備業法の適用は受けない。在日米軍の基地内では日米地位協定に基づき在日米軍当局による管理が行われることから、日本国内の一般警備員には許されない拳銃などの銃器携帯が、地位協定第3項に基づき認められている。ただ、日本国外務省は「米軍基地内といえど日本領土であり、当然合衆国法ではなく日本法の適用対象となる」との見解を示している。しかし、憲法98条により、国内法である銃刀法が無効であり、携行を認めなかった場合『条約法に関するウィーン条約』にも違反になる。銃火器使用にあたっては軍規である『段階的武器の使用』と国内法である『刑法36条、37条』が適用される。もっとも、地位協定で認められているのは銃器携帯だけで、司法警察権を有する法執行官（憲兵、軍犯罪捜査局特別捜査官）ではないため、捜査権はないが、入門管理に当たっている隊員は手荷物検査や身体検査、車両検査等の権限が与えられている。また銃器携帯も基地内に限られる。これは前記したように憲法98条により銃刀法が無効になってはいるが、駐留軍等労働者の職務規定に明記されており、違反すると従業員服務規程違反になる。